# 抗族
抗族是越南官方认定的54个民族之一，分布在越南西北部的山罗省、莱州省一带，另有部分族群分布在老挝的华潘省和川圹省北部。中国云南的曼仗傣与他们关系相近。根据1999年人口普查，越南境内的抗族共有10,272人。
他们说抗语，是南亚语系孟-高棉语族佤德昂語支的一种语言。

## 外部連結
- 民族學家報告 （页面存档备份，存于）